# Challenger de Gwangju 2024
El torneo Gwangju Open 2024 fue un torneo de tenis perteneció al ATP Challenger Tour 2024 en la categoría Challenger 75. Se trató de la 7ª edición; el torneo tuvo lugar en la ciudad de Gwangju (Corea del Sur), desde el 15 hasta el 21 de abril de 2024 sobre pista dura al aire libre.

## Jugadores participantes del cuadro de individuales
| Preclasificado | País                                  | Jugador         | Rank1 | Posición en el torneo |
| 1              | Bandera de Australia                  | James Duckworth | 107   | Primera ronda         |
| 2              | Bandera de Finlandia                  | Otto Virtanen   | 159   | Primera ronda         |
| 3              | Bandera de Japón                      | Sho Shimabukuro | 173   | Cuartos de final      |
| 4              | Bandera de Italia                     | Mattia Bellucci | 180   | Primera ronda         |
| 5              | Bandera de la República Popular China | Yunchaokete Bu  | 181   | FINAL                 |
| 6              | Bandera de Sudáfrica                  | Lloyd Harris    | 183   | CMPEÓN                |
| 7              | Bandera de Australia                  | Li Tu           | 188   | Primera ronda         |
| 8              | Bandera de Hong Kong                  | Coleman Wong    | 194   | Segunda ronda         |

- 1 Se ha tomado en cuenta el ranking del 8 de abril de 2024.

### Otros participantes
Los siguientes jugadores recibieron una invitación (wild card), por lo tanto ingresan directamente al cuadro principal (WC):
- Chung Yun-seong
- Lee Jea-moon
- Nam Ji-sung

Los siguientes jugadores ingresan al cuadro principal tras disputar el cuadro clasificatorio (Q):
- Moez Echargui
- Paul Jubb
- Duck-hee Lee
- James McCabe
- Luke Saville
- Sun Fajing

## Campeones

### Individual Masculino
- Lloyd Harris derrotó en la final a  Yunchaokete Bu por 6–2, 3–6, 6–4

### Dobles Masculino
- Jea-moon Lee /  Min-kyu Song derrotaron en la final a  Jie Cui /  Duck-hee Lee por 1–6, 6–1, [10–3]